# Daniel Kaluuya
Daniel Kaluuya (Londen, 24 februari 1989) is een Brits acteur en scenarioschrijver.

## Biografie
Daniel Kaluuya werd in 1989 geboren in Londen als zoon van Oegandese immigranten. Hij werd samen met zijn oudere zuster opgevoed door zijn moeder terwijl zijn vader in Oeganda woonde. Kaluuya studeerde aan het St Aloysius College in Highgate, Londen.
Kaluuya begon op jonge leeftijd met het schrijven van toneelstukken en hij speelde in het improvisatietheater. In 2006 debuteerde hij met een kleine rol in de speelfilm Shoot the Messenger en in 2007 vervoegde hij de cast van Skins waar hij acteerde en ook twee seizoenen mee schreef.
Vanaf 2008 waren er voor Kaluuya gastrollen in populaire Britse televisieseries zoals Silent Witness, Doctor Who en Lewis en in 2010 speelde hij de hoofdrol in Sucker Punch in het Royal Court Theatre waarvoor hij de Evening Standard Award en de Critics’ Circle Theatre Award won voor beste nieuwkomer.
Kaluuya speelde in enkele korte films en speelfilms vooraleer in 2017 door te breken met zijn rol van Chris Washington in de Amerikaanse komische horrorfilm Get Out waarvoor hij verschillende prijzen en nominaties kreeg.

## Filmografie

### Films
- 2023 - Spider-Man: Across the Spider-Verse - Hobart "Hobie" Brown / Spider-Punk (stem)
- 2022 - Nope - OJ Haywood
- 2021 - Judas and the Black Messiah - Fred Hampton
- 2020 - A Christmas Carol - The Ghost of Christmas Present (stem)
- 2019 - Queen & Slim - Ernest Hines (Slim)
- 2018 - Widows - Jatemme Manning
- 2018 - Black Panther - W'Kabi
- 2017 - Get Out - Chris Washington
- 2015 - Sicario - Reggie Wayne
- 2013 - Kick-Ass 2 - Black Death
- 2013 - Jonah (kortfilm)
- 2013 - Welcome to the Punch - Juka Ogadowa
- 2012 - Beginning (kortfilm)
- 2011 - Johnny English Reborn – Special Agent Tucker
- 2010 - Chatroom : Mo
- 2010 - Baby (kortfilm)
- 2008 - Cass - jonge Cas
- 2006 - Shoot the Messenger - Reece

### Televisie
- 2014 - Babylon (televisieserie) - Matt Coward
- 2011 - The Fades (televisieserie) - Mac
- 2011 - Black Mirror (televisieserie) – Bingham ’’Bing’’ Madsen
- 2010-2012 - Harry & Paul (televisieserie) - Parking Pataweyo
- 2009-2011 - Psychoville (televisieserie) - Michael Fry
- 2009 - Doctor Who (televisieserie) - Barclay
- 2009 - Lewis - Declan
- 2008 - Silent Witness - Errol Harris
- 2007-2009 - Skins (televisieserie) - Posh Kenneth
- 2006 - The Whistleblowers (televisieserie) - pestkop

### Theater
- 2016 - Blue/Orange
- 2013 - Trelawny of the Wells
- 2010 - Sucker Punch
- 2008 - Oxford Street

## Prijzen en nominaties
De belangrijkste:
| Jaar | Prijs                          | Categorie                                     | Film                        | Uitslag       |
| ---- | ------------------------------ | --------------------------------------------- | --------------------------- | ------------- |
| 2021 | 93ste Oscaruitreiking          | Beste acteur in een mannelijke bijrol         | Judas and the Black Messiah | Gewonnen      |
| 2018 | Golden Globe Award             | Beste acteur in een muzikale of komische film | Get Out                     | Genomineerd   |
| 2018 | Critics' Choice Award          | Beste acteur                                  | Get Out                     | Genomineerd   |
| 2018 | Independent Spirit Award       | Beste acteur                                  | Get Out                     | In afwachting |
| 2018 | BAFTA Award                    | Beste acteur                                  | Get Out                     | In afwachting |
| 2018 | BAFTA Award                    | EE Rising Star Award                          | EE Rising Star Award        | In afwachting |
| 2017 | National Board of Review       | Beste cast                                    | Get Out                     | Gewonnen      |
| 2017 | Gotham Award                   | Beste acteur                                  | Get Out                     | Genomineerd   |
| 2017 | Boston Society of Film Critics | Beste acteur                                  | Get Out                     | Gewonnen      |